# Prawosławny Chrześcijanin
Prawosławny Chrześcijanin (ros. Православный христианин) – kolaboracyjne pismo w północno-zachodniej części okupowanych terenów ZSRR podczas II wojny światowej
Pismo zaczęło wychodzić w okupowanej Rydze w sierpniu 1942 r. Było pomyślane jako miesięcznik. Stanowiło organ prasowy Pskowskiej Misji Prawosławnej zorganizowanej w Pskowie przez Rosyjski Kościół Prawosławny poza granicami Rosji. W tym mieście przygotowywano materiały do pisma i pisano artykuły. Funkcję redaktora naczelnego pełnił I.P. Czetwierikow. W redakcji pracowali zarówno duchowni, jak też osoby świeckie (m.in. protojerej Nikołaj N. Trubeckoj, protojerej Konstantin J. Szachowskoj, protojerej Kiryłł I. Zajc, protojerej Gieorgij M. Beningsen, protojerej Aleksij W. Jonow, Borys G. Wrangel, Rościsław W. Połczaninow, R.I. Matwiejewa). Do końca 1942 r. wydano pięć numerów pisma o nakładzie 30 tys. egzemplarzy. W 1943 r. ukazało się 14 numerów, ale nakład spadł do 20 tys. egzemplarzy. W piśmie publikowano zarządzenia kierownictwa misji, odezwy kierowane przez duchownych do ludności okupowanych terenów ZSRR, wiadomości dotyczące działalności misji, czy święcenia nowych kapłanów. Na kolejnych stronach ukazywały się przedruki tekstów ojców świętych cerkwi prawosławnej. Jedna ze stałych rubryk pisma była nazwana „Ludzie uczeni i wiara w Boga”. Była ona poświęcona znanym naukowcom, pisarzom, czy artystom, którzy byli jednocześnie ludźmi silnie wierzącymi. Ostatni numer pisma wyszedł w maju 1944 r. Nakład wynosił wtedy zaledwie 2–3 tys. egzemplarzy.